# Danyon Loader
Danyon Joseph Loader (Timaru, 21 de abril de 1975) é um nadador neozelandês, ganhador de duas medalhas de ouro e uma de prata em Jogos Olímpicos.
Ex-detentor dos recordes mundiais dos 200 metros borboleta e 400 metros livres em piscina curta, em 2009 ainda era o detentor do recorde de seu país.
Participou das Olimpíadas: Barcelona 1992 e Atlanta 1996.